# Jac Berrocal
Jacques "Jac" Berrocal (22 de outubro 1946, Charente Maritime) é um trompetista, cantor e compositor francês activo desde o inicio dos anos 70 na cena musical avant-garde, já com uma extensa discografia no curriculum, fundou os Catalogue no final do anos 70 e tem colaborado com uma serie de personagens da música experimental europeia, como Ron Anderson, o duo português Telectu, Vince Taylor, Steve Stapleton, Yvette Hornere e mais recentemente com o japonês Aki Onda. No presente faz também parte do projecto Mesa of the Lost Women.

## Projectos
Em 1970 Jac fundou o seu primeiro grupo com o pintor Michel Potage, Claude Parle e Roger Ferlet, chamado Musik Ensemble, nesse grupo a exploração sonora era feita num contexto algo teatral. Em 1979 funda o grupo de rock experimental Catalogue com Jean-François Pauvros e Gilbert Artman. Durante os anos 90 tocou principalmente com Jacques Thollot e Francis Marmande

## discografia
- 1973, Musiq Musik LP
- 1976, Rock 'n' Roll Station (com V. Taylor)
- 1976, Parallèles, LP[5]
- 1978, Tango, (com C. Parle)
- 1979, Catalogue, LP
- 1979, Catalogue : Antwerpen Live, LP
- 1979, VIDEO-AVENTURES: CAMERA IN FOCUS, CAMERA AL RIPARO
- 1980, Police in my bed
- 1982, Catalogue : Pénétration, LP+Maxi
- 1987, Catalogue : Pas touch’, 45rpm
- 1987, Catalogue : Insomnie, LP[6]
- 1990, La nuit est au courant[7][8]
- 1993, Fatal Encounters, CD[9]
- 1992, CD, La nuit est au courant
- 1996, Hotel Hotel, LP
- 1996, ROCK'n ROLL STATION, VINCE TAYLOR & JAC BERROCAL, 45rpm
- 1996, Freezing Sessions (com James Chance)
- 1997, Oblique Sessions, CD (com Pierre Bastien, Pascal Comelade e Jaki Liebezeit)
- 1999, Flash, 33rpm 10"
- 2002, Prières, 33rpm 10"
- 2008, Marie-Antoinette is not dead

## Filmografia
- Les Chants de Bataille - Jac Berrocal, um filme de Guy Girard, 47’ 2004?

Actor nos seguintes filmes
- 1971, Hare Rama Hare Krishna, dir. Dev Anand
- 1992, Confessions d'un Barjo, dir. Jérôme Boivin
- 1984, Diezel, dir. Robert Kramer
- 1985, Rouge Baiser, dir. Véra Belmont
- 1987, Irina et les ombres, dir. Alain Robak
- 1987, Agent trouble, dir. Jean-Pierre Mocky
- 1987, Le Miraculé, dir. Jean-Pierre Mocky